# Аппелласьон

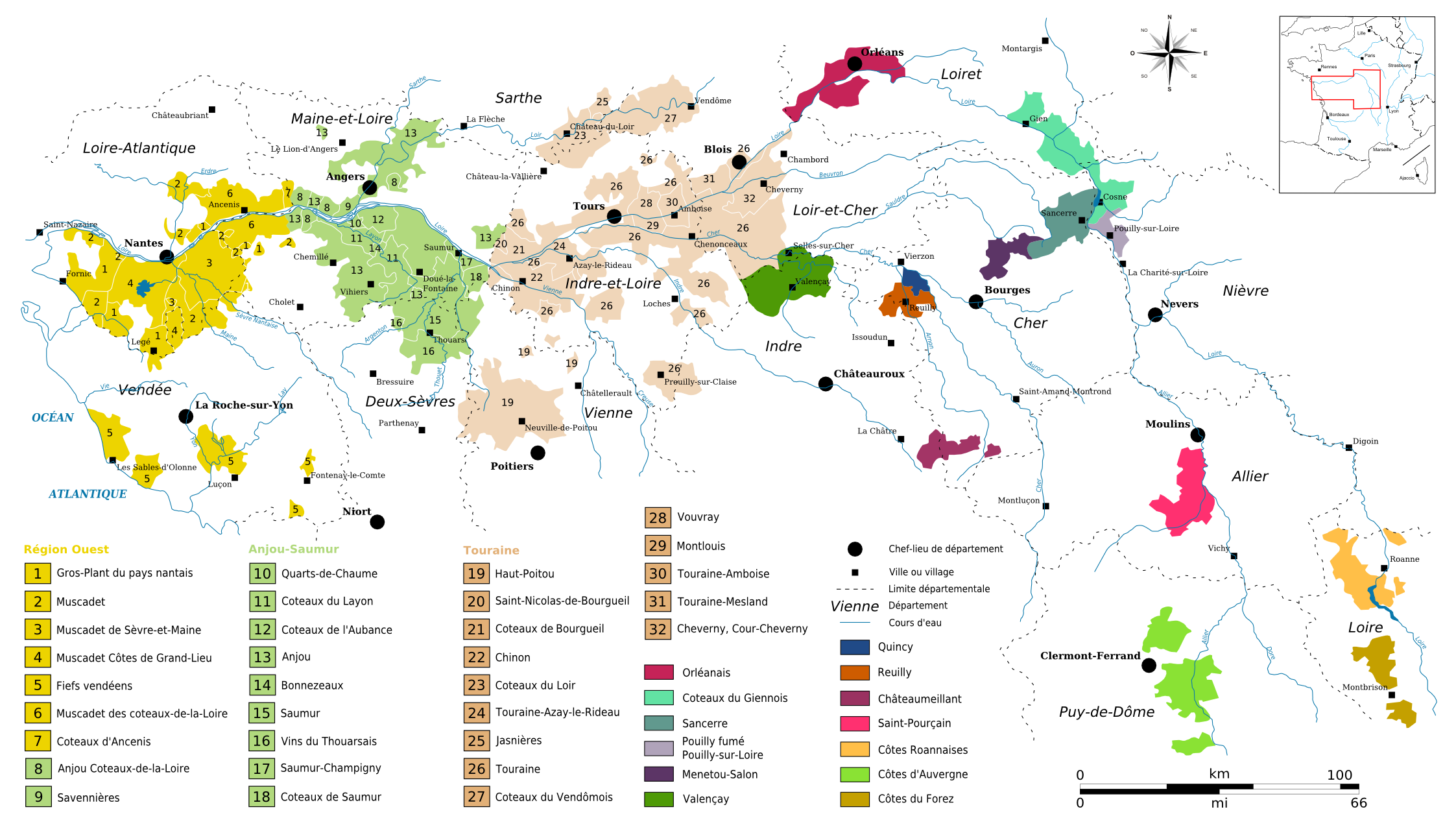
Карта аппелласьонов винодельческого региона Долина Луары

Ап(п)елласьо́н (от фр. appellation d'origine; от фр. appellation — «наименование») — официально признанная зона выращивания технического (винного) винограда с собственной сложившейся экосистемой (терруаром) и утверждённым набором требований к производимым винам. Используется для контроля происхождения вина и виноматериалов.
В некоторых странах аппелласьоны разделены по уровням, отражающим качество производимых ими вин. Винодельческие хозяйства того или иного аппелласьона часто объединяются в саморегулируемые организации (консорциумы). Совокупность винодельческих микрозон составляет винодельческий регион.

## Юридические аспекты
Изначально аппелласьон обозначал участок территории, однако со временем понятие расширилось. В современных условиях аппелласьон подразумевает совокупность требований к месту происхождения виноматериалов и к винам, производимым на географически определённой (ограниченной) территории:
- виноград должен быть выращен и вино должно быть произведено именно на данной территории;
- при производстве вина могут использоваться только определённые для этого аппелласьона сорта винограда;
- при производстве вина могут применяться только установленные для этого аппелласьона методы культивирования винограда и виноделия, включающие в себя тип почв, возраст лозы, тип вина и технологию его производства и т. п.;
- количество урожая с гектара виноградника не может превышать установленный для этого аппелласьона максимум;
- крепость вина не может быть ниже установленного минимума и выше максимума[1].

С понятием аппелласьона неразрывно связано понятие терруара — в виноделии совокупности климата участка, типа почвы, рельефа местности, других растений, растущих на участке и вокруг него и прочего. Если терруар понятие техническое и географическое, то аппелласьон понятие в узком смысле географическое, в широком смысле комплексное, и в обоих смыслах имеет определённый законом статус.
В праве Европейского союза аналогом аппелласьона служит понятие качественного вина, произведённого в определённом регионе (англ. quality wines produced in specified regions; сокращённо QWpsr). По сути это межгосударственный стандарт, определяющий винодельческую территорию и обязательные для неё условия выращивания винограда и способы производства вина. QWpsr — основное понятие в системе контроля происхождения и качества европейского вина.

## Винодельческие регионы
Как правило, близко расположенные друг к другу микрозоны, различающиеся по терруару и традициям виноделия, составляют винодельческий регион. Один винодельческий регион может содержать десятки аппелласьонов: например, в Бургундском винодельческом регионе их не менее 84. Вместе с тем встречаются случаи, когда аппелласьон тождествен винодельческому региону: примерами могут служить Токай и Риоха.
Иногда почти вся территория винодельческого региона выделяется властями в зонтичный аппелласьон с минимальными требованиями к производимым винам, что даёт виноделам максимальную свободу, позволяя выпускать в рамках такого аппелласьона вина самых разнообразных стилистики и уровней качества. Так, внутри территории грузинского зонтичного аппелласьона Kakheti (охватывающего почти всю Кахетию) находится несколько десятков микрозон — аппелласьонов с более строгими и конкретными правилами виноделия.

## История

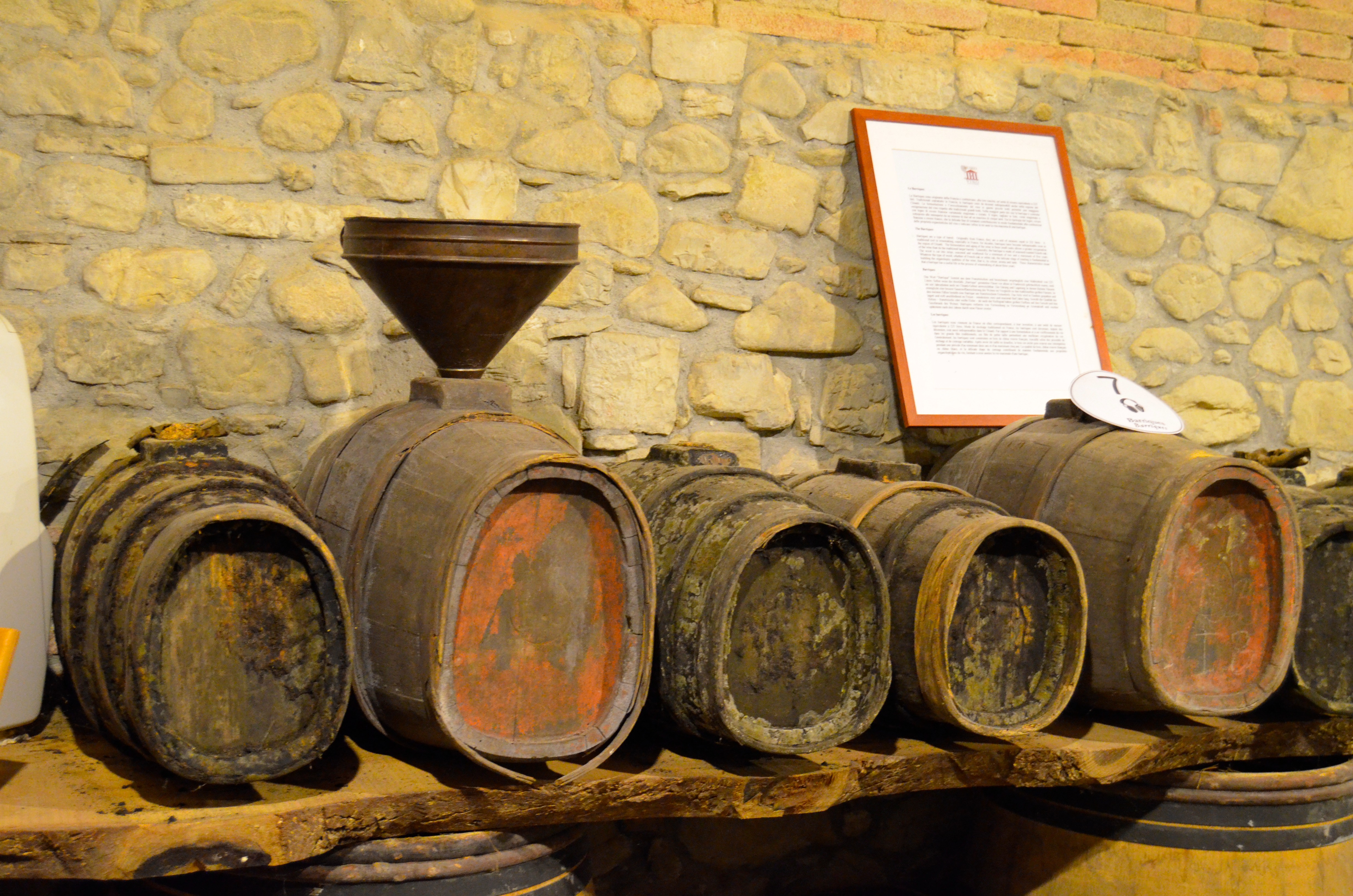
Старинные бочки в музее аппелласьона Кьянти-Классико

Вина именовались по территории производства с глубокой древности. Так, уже в Ветхом завете различались вина того или иного региона Израиля. По географическому признаку классифицировались и вина Древнего Рима. Традиция географического именования вин продолжалась в Средние века, хотя и без каких-либо официально санкционированных правил.
Впервые в мире были определены границы винодельческих территорий в 1716 году великим герцогом Тосканы — применительно к областям производства вин Кьянти, Карминьяно, Помино и Вальдарно. В 1730-37 годах винодельческий регион Токай-Хедьялья (Венгрия) первым не только определил границы винодельческой территории, но и унифицировал требования к производимым винам. Производители шампанских вин первыми предприняли попытки юридически запретить использование аналогичных названий вина другими производителями, в том числе в судебном порядке.
Несмотря на указанные прецеденты, система аппеласьонов в современном понимании возникла во Франции после основания в 1935 году Национального института происхождения и качества. У его истоков стояли барон Пьер Леруа де Буазомарье (винодел из Шатонёф-дю-Папа) и бывший министр сельского хозяйства Жозеф Капю. Успех данной системы получил широкое признание, что позволило распространить её и на иные продукты питания.

## Апелласьоны Франции
В узком смысле понятие аппеллясьона применяется только к французским винам. Во Франции решение о создании аппелласьона принимает Национальный институт происхождения и качества. Сертификат контроля подлинности происхождения (AOC) выдаёт министерство сельского хозяйства.
Аппелласьоны Франции (всего их более 360) значительно отличаются друг от друга размерами и могут входить один в состав другого. Так, зонтичный аппелласьон Кот-дю-Рон (что в долине Роны) занимает площадь около 400 квадратных километров, на которых можно найти самые различные терруары. Вместе с тем аппелласьон Шато-Грийе, географически расположенный внутри аппелласьона Кондю, который в свою очередь располагается внутри аппелласьона Кот-дю-Рон, занимает площадь менее 4 гектаров и представляет собой один терруар.
Во Франции есть монопольные аппелласьоны, где все виноградники принадлежат одному винодельческому предприятию — как, например, Романе-Конти, ежегодно выпускающий всего 3000-3500 бутылок элитного бургундского вина. В таких случаях на бутылки обычно наносится надпись Monopole.

## Апелласьоны других стран ЕС

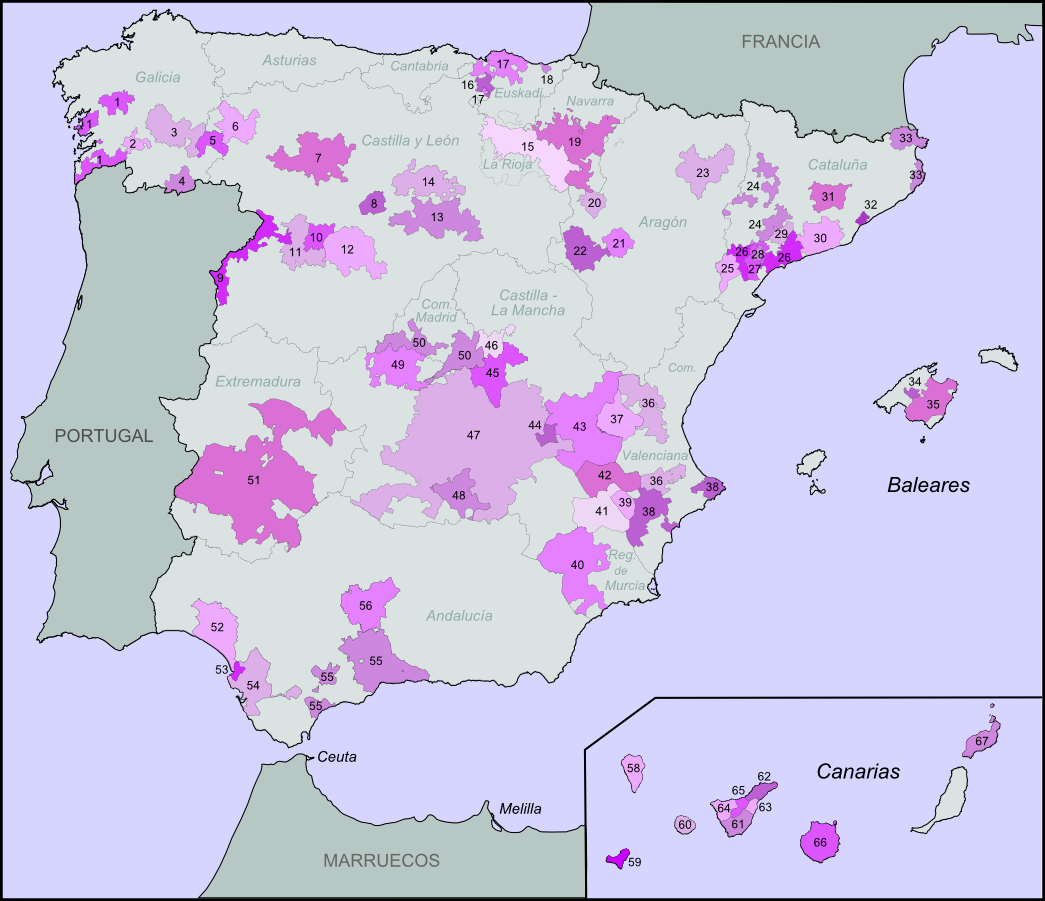
Карта аппелласьонов Испании (по состоянию на 2008 год)

Система винных аппелласьонов Италии, именуемых DOC (Denominazione di Origine Controllata), была разработана в 1963 году по образу и подобию французской. В связи с неуклонным увеличением количества аппелласьонов винодельческие районы, которые производят элитные вина высшего качества, в 1980 году были выделены в особую категорию DOCG (Denominazione di Origine Controllata e Garantita). Первоначально вин этой категории было всего три (Бароло, Брунелло, Вино Нобиле), однако по состоянию на 2020 год их число уже приближается к 80.
В Испании границы винодельческих регионов были определены ещё законом 1932 года, который ввёл понятие указания места происхождения (Denominación de Origen, сокращённо DO). Термин DO приобрёл значение, аналогичное французскому термину «аппелласьон», с принятием в 1970 году нового закона о виноделии. В 2016 году было принято решение о замене его термином Denominación de Origen Protegida (DOP). В 1990-е годы был введён высший уровень качества (по-испански DOC, по-каталонски DOQ), к которому отнесены вина Риохи и Приората. Также появились несколько категорий для вин, к которым предъявляются менее строгие требования. Всего по состоянию на 2019 год официальное признание получили 138 аппелласьонов Испании (из них 2 со статусом DOC/DOQ и 68 со статусом DO/DOP).
В Германии и Австрии аналогом французских аппелласьонов служит понятие «качественного вина» (Qualitätswein, Квалитетсвайн). По немецким законам качественным может называться лишь вино, происходящее из 13 официально признанных винодельческих регионов (Weinbaugebiet). Высшую категорию составляют качественные вина со знаком отличия, или предикатом (Prädikatswein, Предикатсвайн), которые вырабатываются из наиболее спелого винограда, собранного позже обычного.

## Ситуация в России

Производители вин защищенного географического указания в Донском винодельческом регионе

В начале XXI века с развитием отрасли виноградарства на юго-западе России (в частности, в Ростовской области, Краснодарском крае, Дагестане) наблюдается формирование не только обширных винодельческих регионов, но и более мелких территорий со своей спецификой.
Федеральным законом № 490 с 31 декабря 2014 года  введено деление российских вин на три группы — столовые вина, вина защищенного географического указания (ЗГУ) с обозначением региона производства и вина защищенного наименования места происхождения (ЗНМП), обладающие некоторыми уникальными признаками ввиду производства в конкретной местности. С учётом нового законодательства региональные винодельни стали объединяться в винные кластеры (аналог винодельческого региона). Например, в Ростовской области был выделен регион низовьев реки Дон, который позже стал винодельческим регионом Долина Дона.
Ряд профильных изданий и сомелье считают винодельческие регионы со статусом защищенного географического указания (ЗГУ) аналогом французского аппелласьона.